# Simon Keynes
Pour les articles homonymes, voir Keynes (homonymie).
Simon Keynes est un médiéviste britannique né le 23 septembre 1952.

## Biographie
Issu de la famille Keynes, Simon Keynes est le fils du physiologiste Richard Keynes et le petit-neveu de l'économiste John Maynard Keynes. Il étudie au Trinity College de l'université de Cambridge et soutient sa thèse, consacrée aux chartes du roi Æthelred le Malavisé, en 1976, sous la direction de Dorothy Whitelock.
Son domaine de spécialité est la période anglo-saxonne de l'histoire de l'Angleterre. Il est membre du comité éditorial de la revue universitaire Anglo-Saxon England à partir de 1979 et la coédite avec Malcolm Godden à partir de 1983. En 1999, il est élu à la chaire Elrington and Bosworth d'anglo-saxon à Cambridge. Il l'occupe jusqu'en 2019, date à laquelle il est remplacé par Rosalind Love (en).
Simon Keynes est élu membre de la Royal Historical Society en 1982, de la Society of Antiquaries of London en 1985 et de la British Academy en 2000.

## Publications
Cette liste ne rassemble que les monographies et ouvrages édités par Simon Keynes.
- 1980 : The Diplomas of King Æthelred 'the Unready' 978–1016: A Study in their Use as Historical Evidence
- 1981 : Domesday Book 18: Cambridgeshire (coéditeur)
- 1983 : Alfred the Great: Asser's 'Life of King Alfred' and Other Contemporary Sources (avec Michael Lapidge)
- 1987 : Anglo-Saxon History: A Select Bibliography
- 1991 : Facsimiles of Anglo-Saxon Charters
- 1992 : Anglo-Saxon Manuscripts and Other Items of Related Interest in the Library of Trinity College, Cambridge
- 1996 : The 'Liber Vitae' of the New Minster and Hyde Abbey, Winchester
- 1999 : The Blackwell Encyclopaedia of Anglo-Saxon England (coéditeur)
- 2000 : Anglo-Saxon England: A Bibliographical Handbook for Students of Anglo-Saxon History
- 2002 : An Atlas of Attestations in Anglo-Saxon Charters, c. 670–1066
- 2004 : Quentin Keynes 1921–2003: Explorer, Film-Maker, Lecturer, and Book-Collector (éditeur)
- 2006 : Anglo-Saxons: Studies Presented to Cyril Roy Hart (coéditeur)
- 2007 : Ethiopian Encounters: Sir William Cornwallis Harris and the British Mission to the Kingdom of Shewa (1841–3) (éditeur)
- 2014 : The Wiley Blackwell Encyclopaedia of Anglo-Saxon England (coéditeur)